# Bianca Del Carrettová
Bianca Del Carrettová (* 28. srpna 1985 Rapallo, Itálie) je italská sportovní šermířka, která se specializuje na šerm kordem. Itálii reprezentuje od prvního desetiletí jednadvacátého století. Na olympijských hrách startovala v roce 2012 v soutěži jednotlivkyň a družstev. V roce 2014 získala titul mistryně Evropy v soutěži jednotlivkyň. S italským družstvem kordistek vybojovala v roce 2009 titul mistryň světa a v roce 2007 titul mistryň Evropy.